# الکترونیکا
الکترونیکا مفهومی است که طیف وسیعی از انواع موسیقی الکترونیک معاصر را شامل می‌شود؛ از موسیقی پس‌زمینه گرفته تا برخی از اقسام موسیقی رقص. برخلاف موسیقی رقص الکترونیک، همهٔ انواع موسیقی الکترونیکا لزوماً برای رقصیدن ساخته نشده‌اند.
الکترونیکا با تأثیر از آثار متقاطع اصلی رشد نمود. در اواخر دههٔ ۱۹۷۰ و اوایل دههٔ ۱۹۸۰، صداهای الکترونیک شروع به شکل دادن یک آرایش گسترده از موسیقی عامه‌پسند کردند٬ و تبدیل به کلید اصلی موسیقی پاپ و راک دههٔ ۱۹۸۰ شدند. از آنجا که موسیقی الکترونیکا در دههٔ ۱۹۹۰ به انواع مختلفی از موسیقی زیرزمینی با شناسه‌های الکترونیکی ارجاع داده می‌شد٬ هنرمندان محبوب و معروف زیادی در موسیقی عامه‌پسند خود از عناصر الکترونیکای مدرن استفاده کرده‌اند.